# Carly Rae Jepsen
Carly Rae Jepsen (n. 21 noiembrie 1985) este o cantautoare și actriță canadiană. Născută și crescută în Mission, Columbia Britanică, Jepsen a interpretat mai multe roluri principale în producțiile muzicale ale liceului său și a urmat teatrul muzical la Colegiul Canadian de Arte Spectacolului din Victoria, Columbia Britanică. După ce și-a terminat studiile, s-a mutat la Vancouver și mai târziu a concurat în cel de-al cincilea sezon al Canadian Idol în 2007, clasându-se pe locul al treilea. În 2008, Jepsen și-a lansat albumul de studio de debut influențat de folk, Tug of War, în Canada.
Recunoașterea lui Jepsen a venit în 2012, când single-ul ei „Call Me Maybe” a obținut o popularitate semnificativă; piesa a fost cel mai bine vândut single al acelui an, ajungând pe primul loc în 18 țări. Drept urmare, ea a semnat un contract internațional cu casa de discuri School Boy Records și Interscope Records. Cel de-al doilea album de studio al lui Jepsen, Kiss, a fost lansat mai târziu în acel an. A marcat o schimbare mai mare în muzica populară și a înregistrat un succes comercial echitabil, ajungând în top zece în Canada și Statele Unite. În 2014, Jepsen și-a făcut debutul pe scenă pe Broadway ca personaj titular din Cenușăreasa. În anul următor, ea a lansat al treilea album de studio, Emotion. Este remarcată pentru influența sa din muzica anilor 1980, precum și pentru amestecarea dance-pop-ului și synth-pop-ului cu tonuri de indie. Deși a avut mai puțin succes comercial decât Kiss, single-ului său principal, „I Really Like You” s-a bucurat de un succes mare, și a primit aprecieri din partea criticilor. În 2016, Jepsen a jucat în show-ul de televiziune Grease: Live unde și-a donat vocea filmului de animație Balerina. Al patrulea album al ei de studio, Dedicated, a fost lansat pe 17 mai 2019, iar un an mai târziu a fost lansat un nou album intitulat Dedicated Side B. Jepsen a primit mai multe premii, inclusiv trei premii Juno, un premiu Billboard pentru muzică și un premiu Allan Slaight, pe lângă diferite nominalizări la premiile Grammy, MTV Video Music Awards, Polaris Music Prize și People's Choice Awards. În mai 2015, Jepsen a vândut peste 25 de milioane de discuri în întreaga lume.

## Viața și cariera

### 1985−2006: începutul vieții și începutul carierei
Jepsen s-a născut în Mission,Columbia Britanică, fiica lui Alexandra Lanzarotta și Larry Jepsen, al doilea dintre cei trei copii ai lor. Ea este de origine daneză, engleză și scoțiană. Jepsen are un frate mai mare, Colin, și o soră mai mică, Katie. Ea a urmat școala secundară Heritage Park și și-a urmărit pasiunea pentru teatrul muzical apărând în producții studențești ale lui Annie, Grease și The Wiz, jucând rolurile principale ale lui Annie, Sandy Olsson și Dorothy Gale. Părinții și părinții ei vitregi erau profesori, așa că Jepsen a considerat o carieră în instruirea muzicală ca o a doua opțiune.Ea a aplicat la programele legate de muzică, inclusiv cele de la Universitatea Capilano și la Universitatea din Columbia Britanică. Profesorul ei de teatru din liceu, Beverly Holmes, a convins-o să facă o audiție pentru Colegiul Canadian de Arte Spectacolului din Victoria, Columbia Britanică. Ea a fost una dintre cele 25 de studente care au primit admiterea în programul său de un an: „Mi-a fost foarte clar după acea școală, oricât de multă distracție am avut, chiar mi-am dorit să urmez mai mult o carieră pur muzicală decât actorie sau dans.” După absolvire, Jepsen sa mutat în partea de vest a Vancouverului și a avut norocul să dețină mai multe locuri de muncă. Ea a lucrat la Trees Organic Coffee ca barista și asistentă de patiser, începând seara cu karaoke. Jepsen descrie aceasta ca fiind „cea mai fericită perioadă din viața ei”; a dormit pe o canapea extensibilă, a scris cântece în timpul liber cu o chitară pe care i-au oferit-o părinții ei și „a cântat de mai multe nopți pe săptămână la găurile din perete prietenoase cu muzicieni”.Colaborând cu Media Club, Jepsen a cerut odată o tură foarte târziu pentru a o vedea pe Sia, înainte de colaborarea lor.

### 2007–2010: CanadianIdol și Tug of War

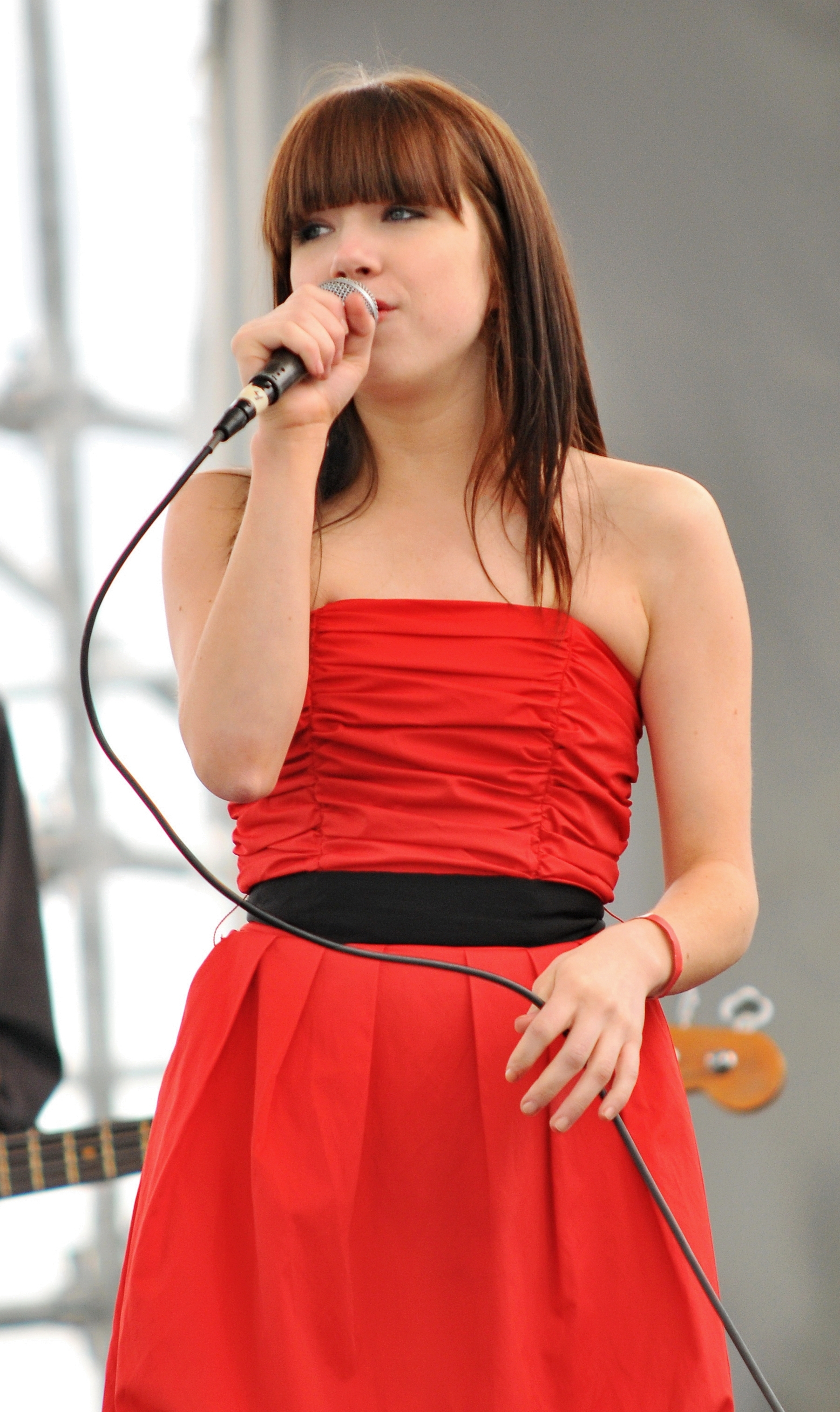
Carly Rae Jepsen la Canada Place, 2010 Ziua Canadei

Jepsen cântând de Ziua Canadei în 2010,în timp ce aduna o trupă de swing, Jepsen a fost convinsă să audieze pentru Canadian Idol de către profesorul ei de actorie.Ea a interpretat piesa ei originală „Sweet Talker” și a terminat pe locul trei, pe care a considerat-o cel mai bun rezultat posibil retrospectiv: „A fost ca toată expunerea fără contractul diavolesc la sfârșit.” Înregistrarea ei demonstrativă a atras atenția managerului muzical Jonathan Simkin, care a semnat cu Jepsen un contract de management cu 604 Records în acel an.
Jepsen și-a lansat single-ul de debut, un cover al cântecului lui John Denver „Sunshine on My Shoulders”, în iunie 2008. Albumul ei de debut, Tug of War, a fost lansat în septembrie 2008 și s-a vândut în 10.000 de copii în Canada. Single-urile „Tug of War” și „Bucket” au atins apogeul în top 40 din Canadian Hot 100 și au primit certificări de aur pentru vânzări de 40.000 de unități fiecare. „Sour Candy”, un duet cu Josh Ramsay din Marianas Trench a fost lansat ca single final. În 2009, Jepsen a făcut un turneu în vestul Canadei cu Marianas Trench și Shiloh.

### 2011–2014: Succesul mainstream cu Curiosity și Kiss
Jepsen a cântat în turneul Believe al lui Justin Bieber în 2012.În 2011, Jepsen a înregistrat material pentru cel de-al doilea album cu Josh Ramsay, Ryan Stewart și Tavish Crow, co-scriitorul „Call Me Maybe”. Piesa „Call Me Maybe” a fost lansată în septembrie a acelui an. În 2012, colegul cântăreț pop canadian Justin Bieber a promovat single-ul pe Twitter, iar luna următoare, acesta a fost prezentat într-un videoclip viral în care Bieber, Selena Gomez, Carlos Pena de la Big Time Rush și Ashley Tisdale l-au acompaniat și au dansat pe el. Managerul lui Bieber, Scooter Braun, a semnat cu Jepsen la un contract de discuri la nivel mondial cu casa sa, Schoolboy Records, și casa principală Interscope Records.„Call Me Maybe” a ajuns mai târziu pe primul loc în Canadian Hot 100, făcând-o pe Jepsen al patrulea artist canadian în fruntea topului. În Statele Unite, single-ul a petrecut nouă săptămâni pe primul loc în Billboard Hot 100, câștigând titlul „Melodia verii” de la revista Billboard. Single-ul a ajuns în fruntea topurilor în 18 țări, inclusiv în Marea Britanie, unde a fost al doilea cel mai bine vândut single din anul 2012.A fost cel mai bine vândut single din 2012 la nivel mondial, conform Federației Internaționale a Industriei Fonografice (IFPI). Piesa a fost inclusă pe EP-ul cu șase piese al lui Jepsen, Curiosity, lansat în februarie 2012 în Canada.
După succesul „Call Me Maybe”, Jepsen a înregistrat duetul „Good Time” cu Owl City, lansat în iunie 2012.Cântecul a ajuns pe locul opt în Billboard Hot 100 și a fost precedat cel de-al doilea album al lui Jepsen, Kiss, lansat în septembrie 2012, și a ajuns în primele zece poziții în top în Australia, Marea Britanie și SUA. În Canada, albumul este certificat cu aur. Albumul a produs, de asemenea, single-urile „This Kiss” și „Tonight I’m Getting Over You”. În 2012, Jepsen a apărut în episodul din premiera sezonului cinci al telenovelei The CW primetime 90210 și a devenit reprezentanta retailerului de îmbrăcăminte Wet Seal.Jepsen a primit premiul Rising Star la Billboard Music Awards din 2012, primul câștigător canadian. La Premiile Juno din 2013, Kiss a câștigat premiile pentru Albumul anului și Albumul pop al anului. „Call Me Maybe” a câștigat la categoria Single of the Year. Single-ul a primit, de asemenea, nominalizări pentru Cântecul anului și Cea mai bună interpretare pop solo la cea de-a 55-a ediție anuală a Premiilor Grammy.În 2013, Jepsen a devenit reprezentanta brandului de îmbrăcăminte/încălțăminte Candie's. În 2013, Kiss: The Remix, un album compilație care conține remixuri și instrumentale ale single-urilor de la Kiss, a fost lansat în Japonia și a ajuns pe locul 157 în topul albumelor Oricon. Din iunie până în octombrie, Jepsen a plecat în turneul Summer Kiss în America de Nord și Asia. În 2014, ea a jucat în producția de pe Broadway din Cenușăreasa lui Rodgers & Hammerstein timp de 12 săptămâni. Mai târziu în acel an, Jepsen a câștigat Premiul Internațional pentru Realizări la Premiile SOCAN, alături de co-scriitorii Josh Ramsay și Tavish Crowe.

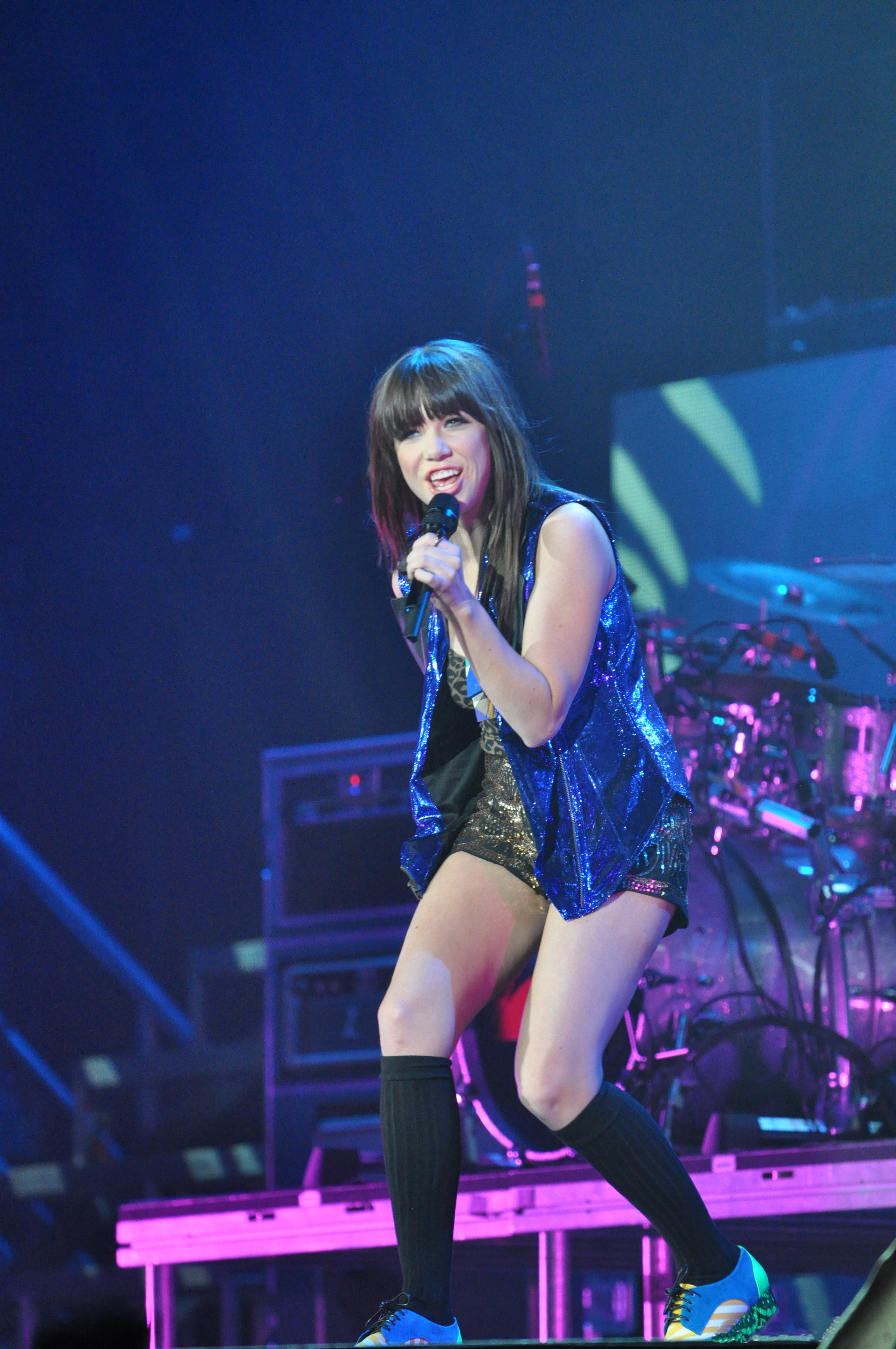
Carly în turneul lui Justin Bieber din 2012

### 2015–2017:Emotionși alte proiecte

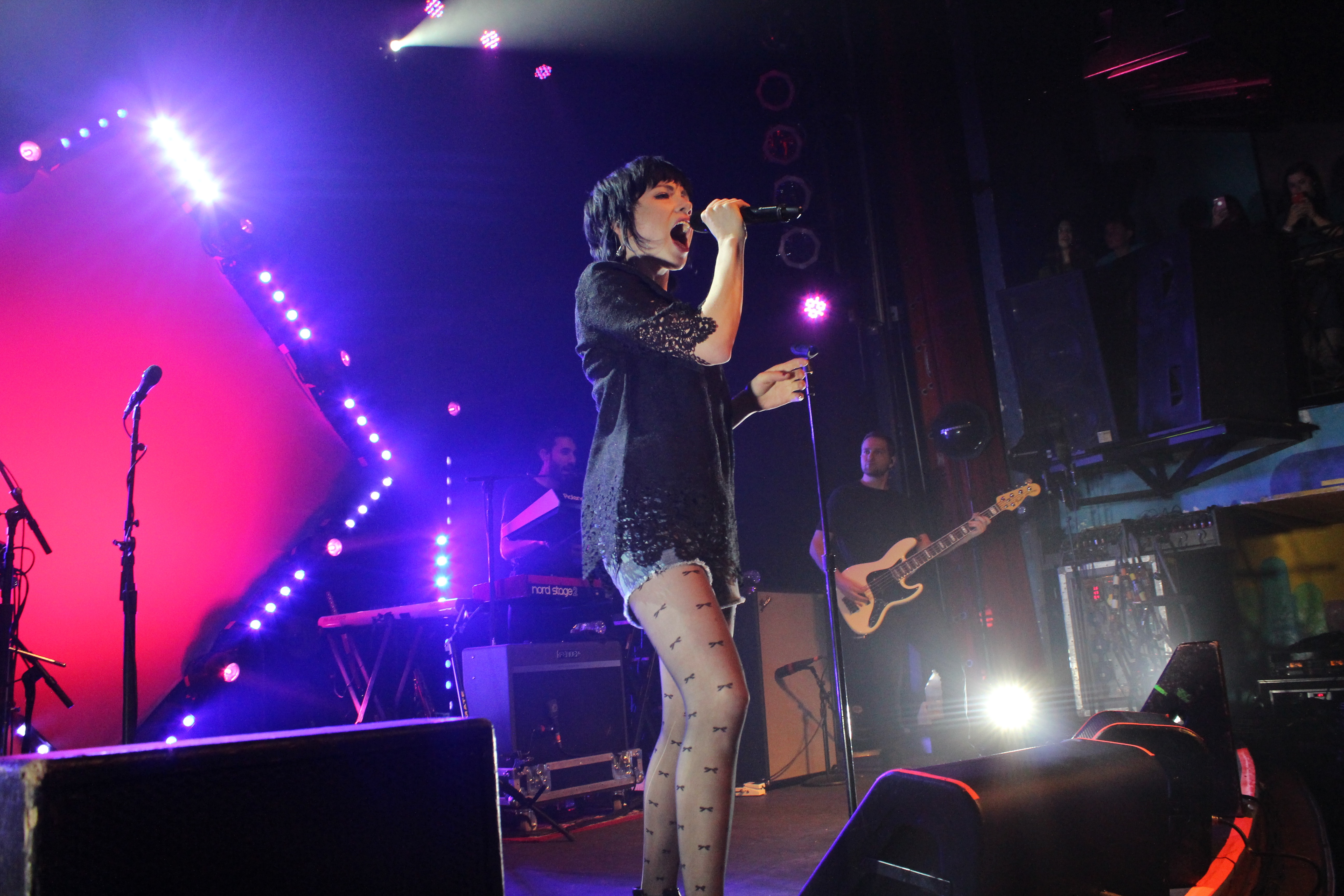
Carly în turneul ei din 2016 Gimmie Love

Jepsen a lansat single-ul principal al celui de-al treilea album, „I Really Like You”, în martie 2015. Însoțit de un videoclip muzical în care actorul Tom Hanks a realizat un număr de pantomimă, acesta a ajuns pe locul 14 în Canada și pe primele cinci în Marea Britanie. Albumul, intitulat Emotion, a fost lansat în iunie 2015 și a primit recenzii pozitive; albumul a apărut pe listele de albume de sfârșit de an ale multor publicații. Emotion a devenit unul dintre favoritele faniilor, atrăgând un public mai matur la muzica ei. Albumul a ajuns pe locul opt în Canada și pe locul 16 în Billboard 200 din SUA. Include colaborări cu Rostam Batmanglij (din Vampire Weekend), Sia, Dev Hynes, Greg Kurstin și Ariel Rechtshaid. Cel de-al doilea single, „Run Away with Me”, a fost lansat în iulie 2015. Mai târziu în acel an, Jepsen a mers în turneul Gimmie Love pentru a promova Emotion. Jepsen a apărut și într-o nouă versiune a cântecului lui Bleachers „Shadow” de pe albumul lor Terrible Thrills, Vol. 2 și a lansat un cover al piesei „Last Christmas” de la Wham!Jepsen a interpretat rolulu lui Frenchy în Grease Live, prezentarea televizată live de către Fox a musicalului Grease în ianuarie 2016.Ca parte a rolului ei, a interpretat o nouă melodie intitulată „All I Need Is an Angel”.La sfârșitul anului 2015, Jepsen a înregistrat melodia pentru serialul Netflix Fuller House, un remake al proiecției pentru Full House. În 2016, ea a apărut pe albumul de debut 55 al The Knocks.Jepsen a lansat Emotion: Side B în august 2016, un EP care conține opt piese nelansate din Emotion. EP-ul a fost listat pe mai multe liste de sfârșit de an din publicații precum Rolling Stone și Pitchfork. În mai 2017, Jepsen a lansat single-ul „Cut to the Feeling”. Cântecul a fost inițial destinat pentru Emotion, dar a apărut în schimb în filmul de animație Ballerina, în care Jepsen își dă vocea unui rol secundar. A apărut și într-o versiune de lux a Emotion: Side B lansată doar în Japonia.

### 2018-prezent: Dedicated
În ianuarie și februarie 2018, Jepsen a fost actul de deschidere pentru turneul lui Katy Perry: Witness.„Party for One”, single-ul principal de pe viitorul album de studio al lui Jepsen, a fost lansat pe 1 noiembrie 2018. Încă două cântece, „Now That I Found You” și „No Drug Like Me” au urmat pe 27 februarie 2019.Începând cu 2019, Braun nu mai era managerul lui Jepsen, deși ea era încă semnată cu School Boy Records.Al patrulea album al ei, Dedicated, a apărut pe 17 mai 2019, cu un turneu care începe pe 27 iunie. Albumul are 13 piese în ediția standard, cu 2 piese suplimentare în ediția deluxe.Jepsen a susținut un concert NPR Tiny Desk în noiembrie. Pe 21 mai 2020, a lansat albumul însoțitor Dedicated Side B, care conține douăsprezece piese suplimentare de la Dedicated. După lansare, Jepsen a confirmat, de asemenea, în aceeași lună că face un „album de carantină” cu compozitorul Tavish Crowe, alături de care a scris „Call Me Maybe”. Pe 30 octombrie 2020, Jepsen a lansat „It’s Not Christmas Till Somebody Cries”, care a atins vârful 11 în topul american Holiday Digital Songs.

## Discografie
- Tug of War (2008)
- Curiosity (2012)
- Kiss (2012)
- Kiss: The remix (2013)
- Emotion (2015)
- Emotion: Side B (2016)
- Emotion Remixed + (2016)
- Dedicated (2019)
- Dedicated: Side B (2020)

## Turnee
- The Summer Kiss Tour (2013)

- Gimmie Love Tour (2015–2016)
- The Dedicated Tour (2019–2020)

#### În parteneriat
- cu Marianas Trench, The New Cities and The Mission District – Beside You Tour (2009)

#### În deschidere
- Hanson – Shout It Out World Tour (Canadian dates) (2012)
- Justin Bieber – Believe Tour (North American, European, and South American dates) (2012–2013)
- Hedley – Hello World Tour (Canadian dates) (2016)
- Katy Perry – Witness: The Tour (North American dates) (2018)

## Filmografie

#### Televiziune
| An   | Titlu               | Rol           | Categorie                                                                              |
| ---- | ------------------- | ------------- | -------------------------------------------------------------------------------------- |
| 2007 | Canadian Idol       | ea/concurentă | Season 5; locul 3                                                                      |
| 2012 | 90210               | ea            | Season 5 premiere: "Til Death Do Us Part"                                              |
| 2013 | Shake It Up         | ea            | Season 3, episode 10: "My Fair Librarian It Up"                                        |
| 2015 | Saturday Night Live | ea/cântăreață | Season 40, episode 17                                                                  |
| 2015 | Castle              | ea            | Season 7, episode 22: "Dead from New York"                                             |
| 2015 | Comedy Bang! Bang!  | ea            | Season 4, episode 24: "Carly Rae Jepsen Wears a Chunky Necklace and Black Ankle Boots" |
| 2016 | Grease: Live        | Frenchy       | Special                                                                                |

#### Film
| An   | Titlu               | Rol    | Categorie           |
| ---- | ------------------- | ------ | ------------------- |
| 2013 | Lennon or McCartney | ea     | film scurt;interviu |
| 2016 | Ballerina           | Odette | vocea               |

#### Teatru
| An   | Producție                          | Rol  | Locație             | Categorie |
| ---- | ---------------------------------- | ---- | ------------------- | --------- |
| 2014 | Rodgers + Hammerstein's Cinderella | Ella | Teatru din Broadway | Broadway  |

## Activism
Jepsen trebuia să cânte la Boy Scouts of America 2013 National Scout Jamboree, împreună cu trupa Train, dar în martie 2013, ambii au negat și criticat politica BSA spunând că homosexualii reprezintă o barieră în calea performanței lor.Jepsen a lansat o declarație în care afirmă: „Ca artist care crede în egalitatea pentru toți oamenii, nu voi participa la Jamboreeul Boy Scouts of America în această vară”.